# Ктыри (род)
Ктыри (лат. Asilus) — род ктырей (Asilidae) из подсемейства Asilinae.

## Описание
Тело покрыто короткими волосками. Длина хоботка превышает высоту головы. На конце третьего членика усиков имеется палочка (ариста). Крылья часто имеют бурую или жёлтую окраску. Брюшко удлинённое.

## Систематика
В составе рода:
- Asilus barbarus Linnaeus, 1758[5]
- Asilus crabroniformis Linnaeus, 1758[5]

## Распространение
Представители рода встречаются во всех зоогеографических областях.